# サンフランシスコ・ユニコーンズ
サンフランシスコ・ユニコーンズ（英: San Francisco Unicorns）は、メジャーリーグクリケット（MLC）所属のクリケットチーム。本拠地はアメリカ合衆国のサンフランシスコ。

## 概要
2023年に創立。チームはサンノゼに収容人数15,000人程度のスタジアムを建設することを計画中である。開幕シーズンとなる2023年は2勝3敗で5位。

## 成績

### MLC
- 2023年 - 5位